# Dieter Memel
Dieter Memel (* 13. Mai 1951) ist ein deutscher Schauspieler und Synchronsprecher.

## Werdegang
Anfang der 1980er Jahre trat Dieter Memel erstmals als Schauspieler in Produktionen des Fernsehens der DDR und als Synchronsprecher in Bearbeitungen der DEFA in Erscheinung. Seit der Wiedervereinigung ist er hauptsächlich als Synchronsprecher aktiv und seit 1997 abwechselnd für Berliner und Münchner Synchronstudios tätig. Zu Memels bekanntesten Synchronrollen zählt die Synchronisation von Peter Haber als Kommissar Beck in der gleichnamigen schwedischen Krimiserie.
In mehreren Star-Trek-Serien war er in zahlreichen Nebenrollen zu hören, beispielsweise für Tony Todd in der für einen Hugo-Award nominierten Folge Der Besuch in Star Trek: Deep Space Nine und für Anthony De Longis in der wiederkehrenden Rolle des Ersten Majes Culluh in Star Trek: Raumschiff Voyager.
Außerdem synchronisierte Dieter Memel u. a. Doug Jones als Pan im Film Pans Labyrinth, Jeff Rawle als Amos Diggory in Harry Potter und der Feuerkelch und Ken Stott als Marius Honorius in King Arthur. In der Animeserie Hellsing lieh er der Figur Walter seine Stimme. Außerdem spricht er den Engineer und den Medic in Team Fortress 2. Zudem spricht er auch in der Animeserie One Piece den Vize−Admiral der Marine Monkey D. Garp.
Im Jahr 2003 erschien das von Dieter Memel gelesene Hörbuch Ludwig Bechstein: Die schönsten Märchen.
Von 2011 bis 2016 lieh er Ian Gelder als Kevan Lannister in Game of Thrones seine Stimme. Zudem sprach er Mike Rostenkowski in der Sitcom The Big Bang Theory. Von 2013 bis 2016 synchronisierte Memel außerdem Gerald McRaney in der Rolle des milliardenschweren Industriellen Raymond Tusk in der Serie House of Cards. In der 2022 veröffentlichten Serie Der Herr der Ringe: Die Ringe der Macht vertont er Peter Mullan in der Rolle des amtierenden Zwergenkönigs von Khazad-dûm Durin III.

## Filmografie
- 1981: Polizeiruf 110: Trüffeljagd (Fernsehserie)
- 1983: Polizeiruf 110: Die Spur des 13. Apostels (Fernsehserie)
- 1984: Front ohne Gnade (Fernsehserie)
- 1984: Der Fall Magdalena Eigner (Fernsehfilm)
- 1984: Polizeiruf 110: Das vergessene Labor (Fernsehserie)
- 1986: Polizeiruf 110: Parkplatz der Liebe (Fernsehserie)
- 1987: Einzug ins Paradies (Fernsehserie)
- 1989: Die Besteigung des Chimborazo
- 1989: Familie Maxie Moritz (Fernsehserie)
- 1990: Mit Herz und Robe (Fernsehserie)
- 1990: Alter schützt vor Liebe nicht (Fernsehfilm)

## Synchronrollen (Auswahl)
Muse Watson
- 2006–2019: Navy CIS als Mike Franks
- 2007: Ghost Whisperer – Stimmen aus dem Jenseits als Milt Charles

Peter Mullan
- 2007: An einem klaren Tag als Frank
- 2022: Der Herr der Ringe: Die Ringe der Macht als Durin III

Barry Bostwick
- 2011: Mordlust – Some Guy Who Kills People als Sheriff Walt Fuller
- 2015: The Scorpion King 4 – Der verlorene Thron als Sorrell

Danny Trejo
- 2012: Zombie Invasion War als Captain Caspian
- 2014: Der Pfarrer, meine Tochter und ich als Phil

Gerald McRaney
- 2013–2014, 2016: House of Cards als Raymond Tusk
- 2018: Shooter als Red Bama Sr.

Corbin Bernsen
- 2008: Vipers als Burton
- 2010: Mein Freund Ben – Der Film als Fog Benson
- 2013: Beyond the Heavens als Gus Henry

Hiroshi Naka
- seit 2008: One Piece als Monkey D. Garp (2. Stimme)
- 2013: One Piece – Strong World als Monkey D. Garp
- 2013: One Piece Z als Monkey D. Garp
- 2016: One Piece: Abenteuer auf Nebulandia als Monkey D. Garp
- 2017: One Piece: 3D2Y – Überwinde Ace’s Tod. Das Gelübde der Kameraden als Monkey D. Garp
- 2018: One Piece: Episode of Sabo als Monkey D. Garp

### Filme
- 1984: Die letzten Tage von Pompeji – Gerry Sundquist als Clodius
- 1986: Unser Admiral ist eine Lady – Johnny Sands als Eddie Hoff
- 1987: Stunts auf Leben und Tod – Masatoshi Nakamura als Tachibana
- 1989: Im Schatten der Cobra – Art Malik als Charles Sobhraj
- 1993: Des Königs bester Mann – Jean Marais als Henri La Tour
- 1994: Die Bibel – Jakob – Sean Bean als Esau
- 1995: Das Ende aller Träume – Clive Russell als Neil Currie
- 1996: Tornado! – Ernie Hudson als Dr. Joe Branson
- 1997: American Perfect – Robert Forster als Jake Nyman
- 1998: Tod in einer Sommernacht – Tobin Bell als Vincent DeVille
- 2001: American Outlaws – Timothy Dalton als Allan Pinkerton
- 2003: One Piece – Das Dead End Rennen – Takeshi Aono als Barkeeper
- 2005: Petter und Leo – Finding Friends – Ingar Helge Gimle als Johan
- 2006: Porco Rosso – Shuichiro Moriyama als Marco Paggot alias Porco Rosso
- 2006: 10.5 – Apokalypse – Frank Langella als Dr. Earl Hill
- 2009: The Rainbow Thief – Peter O’Toole als Prinz Meleagre
- 2014: Need for Speed – Buddy Joe Hooker als Detroit Cop
- 2016: The Purge: Election Year – Naheem Garcia als Angel Munoz
- 2017: Die Eiskönigin – Olaf taut auf – John de Lancie als Herr Olsen
- 2019: Spider-Man: Far From Home – Peter Billingsley als William Ginter Riva
- 2021: Eternals – Paul Kaye als Arishem

### Serien
- 1983–1987: Chefinspektor Kaga – Flughafenpolizei Tokio – Fujita Okamoto als Tateno
- 1992–1993: Die Sechs-Millionen-Dollar-Familie – John Stephenson als Bionic–1 (Jack Bennett)
- 1997: Jim Profit – Ein Mann geht über Leichen – Keith Szarabajka als Charles Henry "Chaz" Gracen
- 1998–2016: Kommissar Beck – Die neuen Fälle – Peter Haber als Martin Beck
- 2003: Hellsing – Motomu Kiyokawa als Walter C. Dornez
- 2003–2004: Birds of Prey – Brent Sexton als Detective McNally
- 2004: Noir – Hiroshi Ito als General Dieter Reimann
- 2008: Mord auf Seite eins – Sean Gilder als DS "Chewy" Cheweski
- 2009–2010: The Wire – Robert Wisdom als Howard "Bunny" Colvin
- 2014: Die Bibel – Louis Hilyer als Aaron
- 2014: Oz – Hölle hinter Gittern – J. K. Simmons als Vernon "Vern" Schillinger
- 2015–2017: Transformers: Robots in Disguise – David Kaye als Hammerstrike
- 2016–2018: Akte X – Die unheimlichen Fälle des FBI – Mitch Pileggi als Walter Skinner (2. Stimme)
- 2016–2018: The Walking Dead – Steven Ogg als Simon (2. Stimme)
- seit 2017: Taboo – David Hayman als Brace
- 2023: Secret Invasion – Dermot Mulroney als US-Präsident Ritson
- 2023: One Piece (Live-Action-Serie) – Vincent Regan als Monkey D. Garp
- 2024: Navy CIS: Hawaiʻi für Nikolai Tsankov als Lev Fedorov

### Videospiele
- 2007: Team Fortress 2 als Engineer und Medic
- 2014: Lego Der Hobbit als Verschiedene Zwerge
- 2021: Life Is Strange: True Colors als Jed
- 2022: Return to Monkey Island als Murray